# Hino Contessa

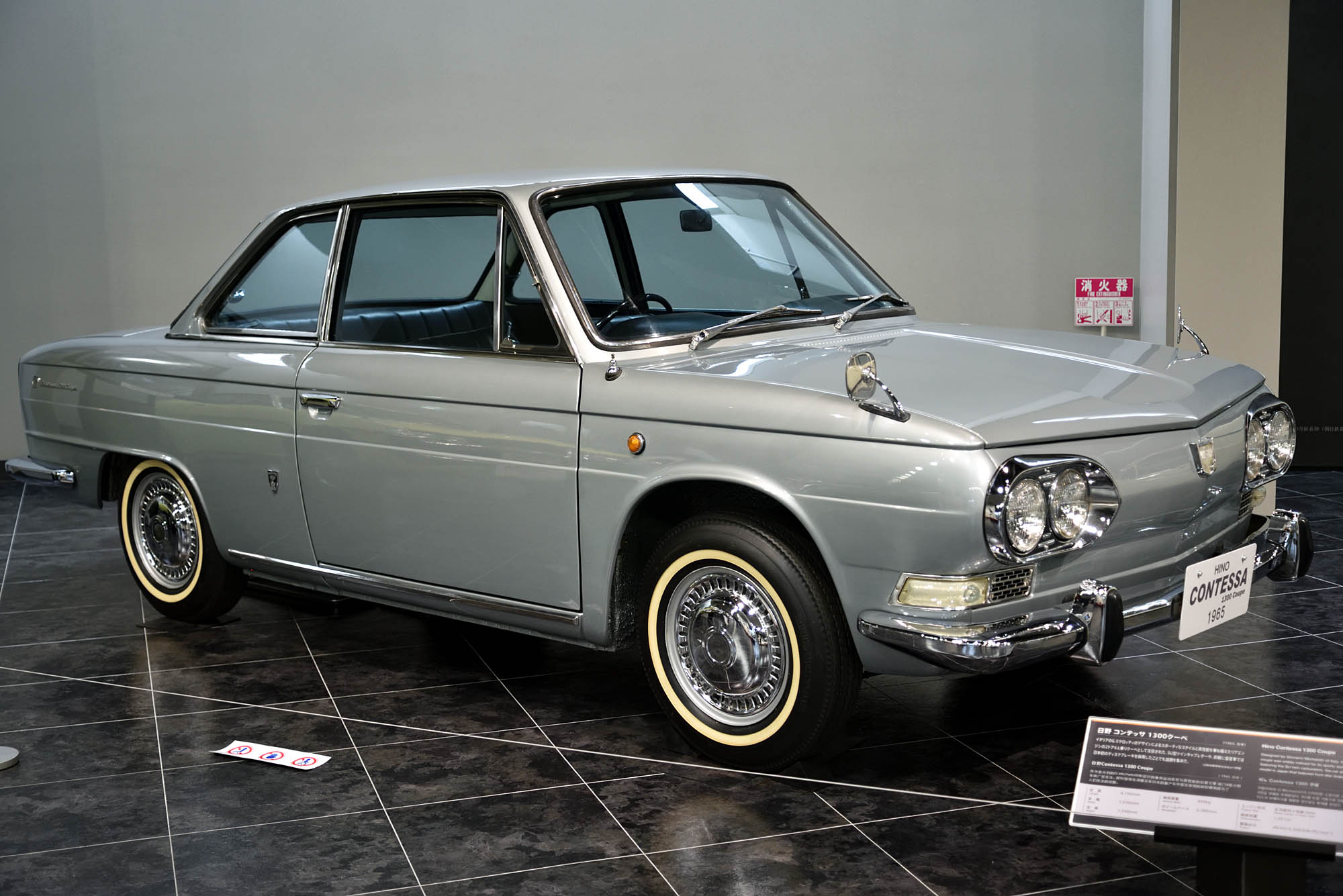
Hino Contessa 1300 Coupé

La Hino Contessa est une automobile produite par le constructeur japonais Hino Motors de 1961 à 1967.
La Contessa fut essentiellement dérivée du groupe motopropulseur de la Renault 4CV, produit entre 1947 et 1961, sous licence de Hino Motors. Elle se présenta sous les versions coupé et berline, succédant ainsi au Hino Renault, lequel représentait la version japonaise de la Renault 4CV, fabriquée par Hino pour le marché du Japon. Cette automobile fut également adaptée en une modeste camionnette, dénommée Hino Briska, laquelle, bien que reposant sur un moteur avant et une transmission à propulsion arrière, différait de la Contessa qui elle, arborait un moteur arrière et une configuration de propulsion arrière. Le coupé de la série PC fut imaginé par le carrossier Giovanni Michelotti, tandis que la seconde génération se distinguait par une longueur et une largeur accrues, tout en conservant les styles de carrosserie coupé et berline.
Contrairement à bon nombre de véhicules répandus à l'échelle internationale en cette époque, lesquels privilégiaient la traction arrière et des groupes motopropulseurs dotés de moteurs situés à l'arrière, la Contessa se distinguait par son système de refroidissement par eau, au lieu du refroidissement par air alors généralement usité. Il est à noter que l'appellation Contessa, d'origine italienne, signifie « comtesse ».

## Série PC (1961-1964)
47 299 exemplaires de la série PC Contessa furent édifiés entre avril 1961 et le second trimestre de 1964. Munie d’un moteur GP de 893 chevaux de cylindrée, dérivé du moteur Billancourt, la puissance maximale atteignait 35 ch (26 kW), conférant à l’ensemble une vitesse de pointe de 110 km/h. La première version de la Contessa était dotée d’un levier de vitesses monté sur colonne à trois rapports, avant que, dans un second temps, une boîte manuelle à quatre rapports ne devînt disponible en option, équipée d’un dispositif d’embrayage électromagnétique dénommé Shinko-Hinomatic. Ce mécanisme de changement de vitesses suscita diverses critiques, en raison de l’attache longue et quelque peu encombrante qui reliait la colonne de direction à la transmission, montée à l’arrière du véhicule.

La première Contessa n’a pas été destinée à l'exportation, bien que des brochures en langues étrangères aient été imprimées pour le modèle Contessa 900 Sprint Coupé, conçu par le carrossier Michelotti. En sus de sa silhouette élégante, le modèle Sprint, allégé de 100 kg par rapport à son prédécesseur (650 kg), bénéficia d’un moteur réglé par les ateliers Officine Nardi — accompagné d'un volant assorti —, équipé de carburateurs Weber et développant 44 ch (soit 33 kW). La Sprint fut présentée lors du 10e Salon de l’automobile de Tokyo ainsi qu’au Salon de l’automobile de Turin en 1962, puis au Salon de l’automobile de New York en 1963. Sa vitesse de pointe était annoncée à 140 km/h. Afin de dissiper tout doute quant à son origine, les plaques de seuil, placées à la base des ouvertures des portes, comportaient la mention « Hino-Michelotti ». Le modèle Sprint se distinguait par la présence d’un levier de vitesses monté au plancher. 

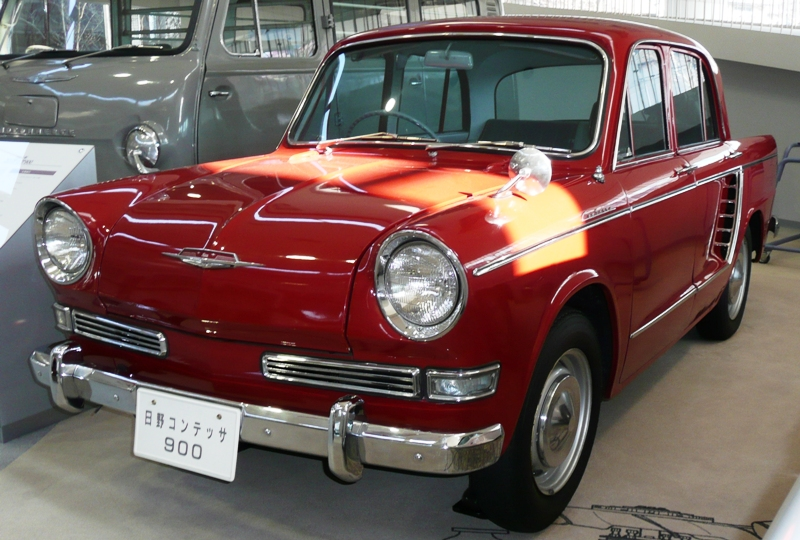
Berline Hino Contessa 900
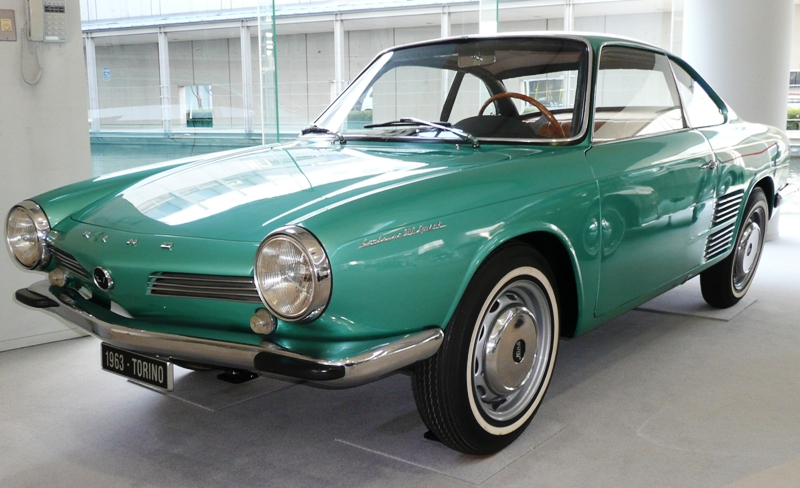
Hino Contessa 900 Sprint

## Série PD (1964-1967)
La seconde génération de la Contessa fit ses premiers pas en septembre 1964, arborant une silhouette extérieure signée Giovanni Michelotti, inspirée du modèle Contessa Coupé, qui s'était déjà distinguée par un design fort semblable pour la Triumph 1300. Bien que cette nouvelle mouture se révélât sensiblement plus longue et plus lourde que son prédécesseur, la PD Contessa se distinguait par la présence d'un moteur bien plus puissant. Il s'agissait d'un moteur à quatre cylindres de 1 251 cm³, à cinq paliers principaux, désigné sous le nom de « GR100 », délivrant une puissance de 55 chevaux (40 kW), équivalente à 54 chevaux dans certaines versions. Ce bloc était accouplé à une transmission manuelle à quatre rapports, permettant à la voiture d'atteindre une vitesse maximale de 130 km/h. Un élégant modèle coupé fut présenté en avril 1965. Cette version bénéficiait d'une amélioration notable de son moteur, doté de deux carburateurs et d'une compression légèrement supérieure, portant ainsi la puissance à 65 chevaux (48 kW), soit environ 64 chevaux en termes impériaux, à compter du mois de novembre de la même année. Cette variante sportive, désignée par le code châssis PD300/400 (contre PD100/200 pour la berline traditionnelle), fut commercialisée sous l'appellation « 1300S ». Il existait aussi une version alimentée au gaz de pétrole liquéfié (GPL), disponible en finitions Standard ou Deluxe. Dans cette configuration, le moteur produisait une puissance de 52 chevaux (38 kW) à 5 000 tours par minute. 

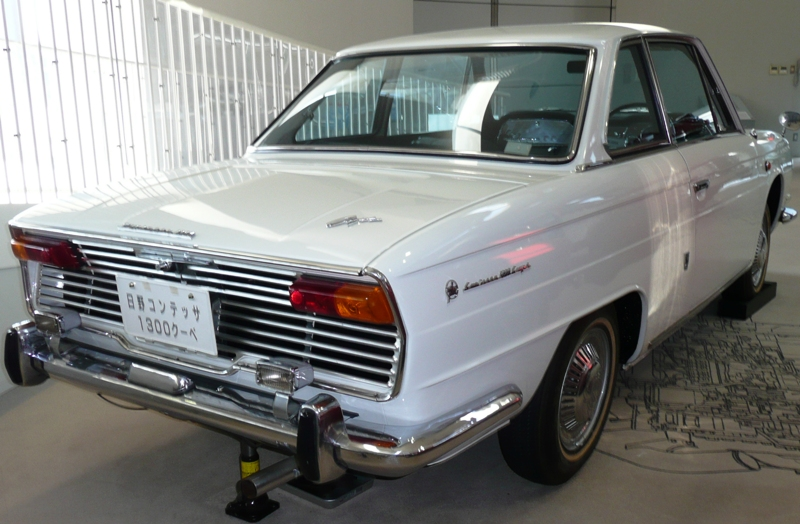
Hino Contessa 1300 coupé (PD300)

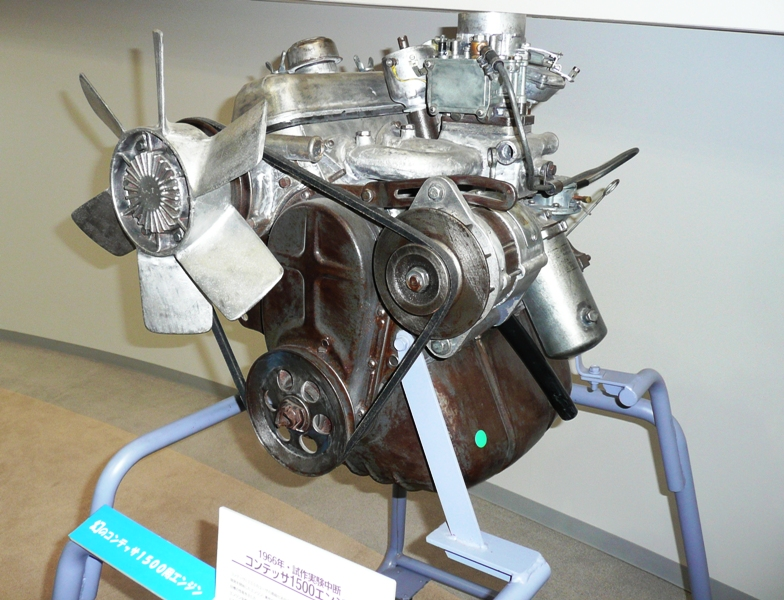
Moteur Hino Contessa 1500

Dans l'optique de préparer l'entrée sur le marché américain avant une implantation prévue, la société Hino sollicita Pete Brock ainsi que son équipe, BRE Racing, afin de mettre au point deux modèles de berlines Contessa pour la compétition. L'une d'entre elles s'illustra par une victoire inattendue lors du Grand Prix du LA Times en 1966. Par la suite, Brock prit le volant de la version Coupé, plus légère et plus rapide, désignée sous le nom de « Samouraï ». Les modèles Contessa firent également face à une concurrence marquée sur le sol japonais, et pour soutenir cette entreprise, vingt exemplaires du Hino Contessa 1300 L, version allégée (« Lightened »), furent produits en 1966. Ces modèles furent conçus avec des tôles plus minces et se virent privés de certains équipements, tels que les enjoliveurs et les dispositifs d'insonorisation.